# Стеатопігія

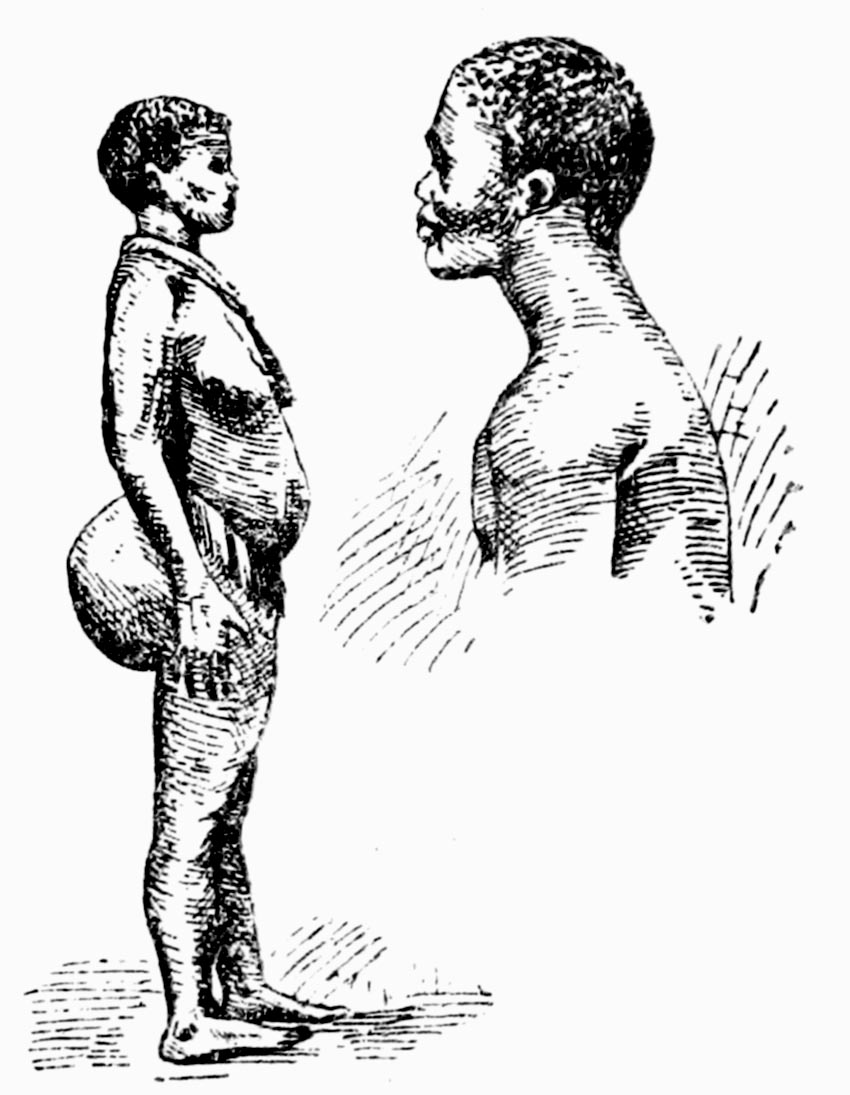
Представники народу кой-коїн (готтентотів), чоловік та жінка (малюнок 1907 р.)

Стеатопі́гія (грец. στεατοπυγία, від στέαρ — «жир», «сало» + πυγή — «сідниці») — явище відкладання жиру переважно на сідницях.
Такий розвиток жирового прошарку генетично закладено в деяких народів Африки та Андаманських островів. У койсанських народів (готтентоти, бушмени) випуклі сідниці вважають ознакою жіночої краси.
Фігурки доісторичних жінок, знайдені в печерах Південної Франції та Австрії, і деякі наскельні розписи свідчать, що стеатопігія раніше була досить поширена в первісних суспільствах в Європі. Дехто ставить під сумнів коректність діагнозу «стеатопігія» щодо цих зображень, оскільки у скульптур стегно випукле під кутом 120° до талії, тоді як діагноз «стеатопігія» ставиться при куті 90°.

## Див. також

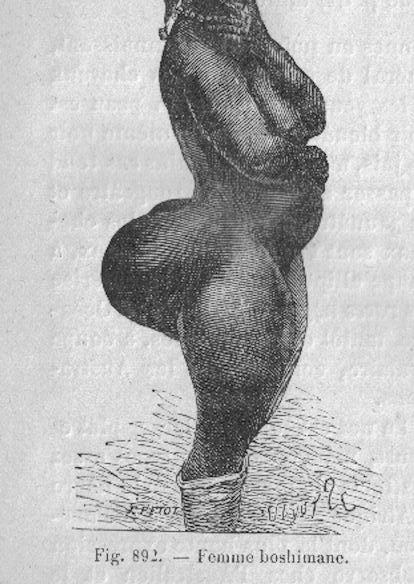
Жінка-бушменка
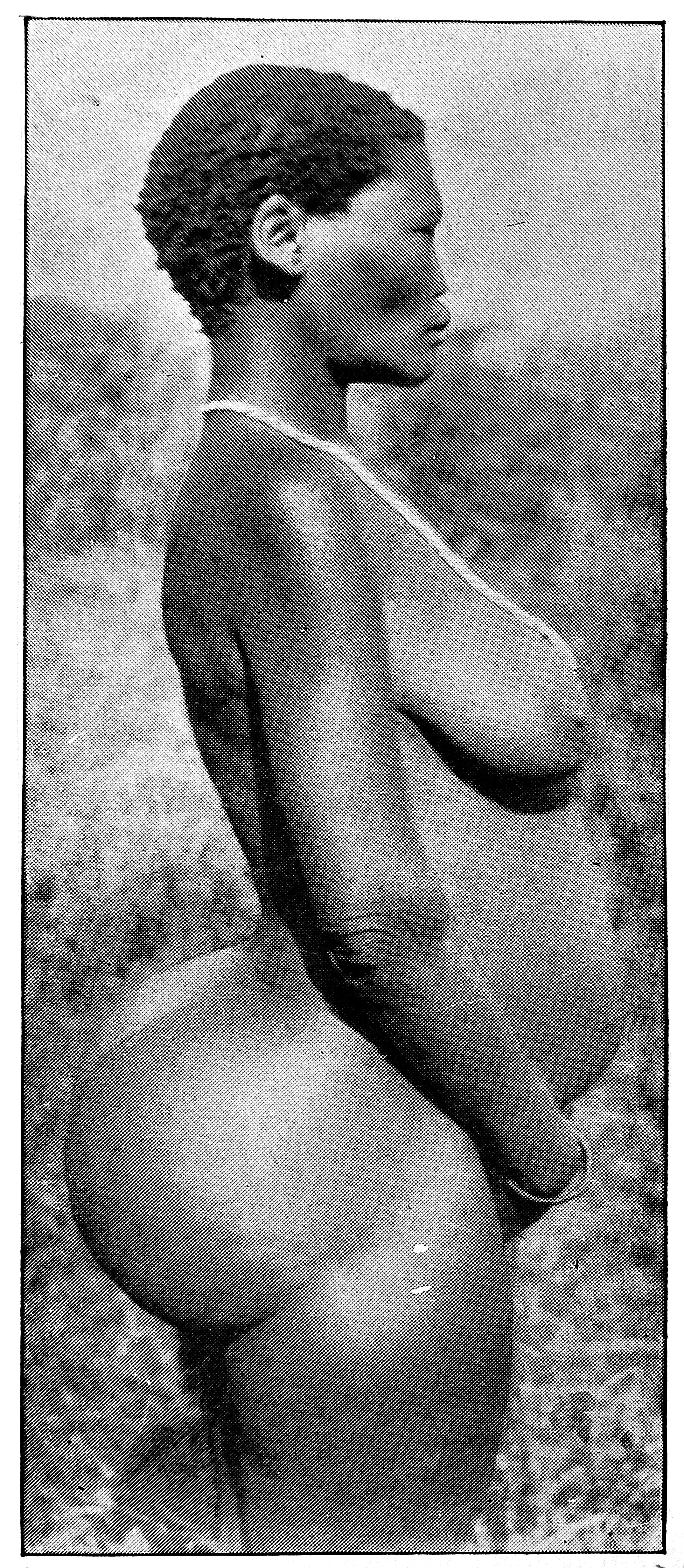
Жінка-готтентотка
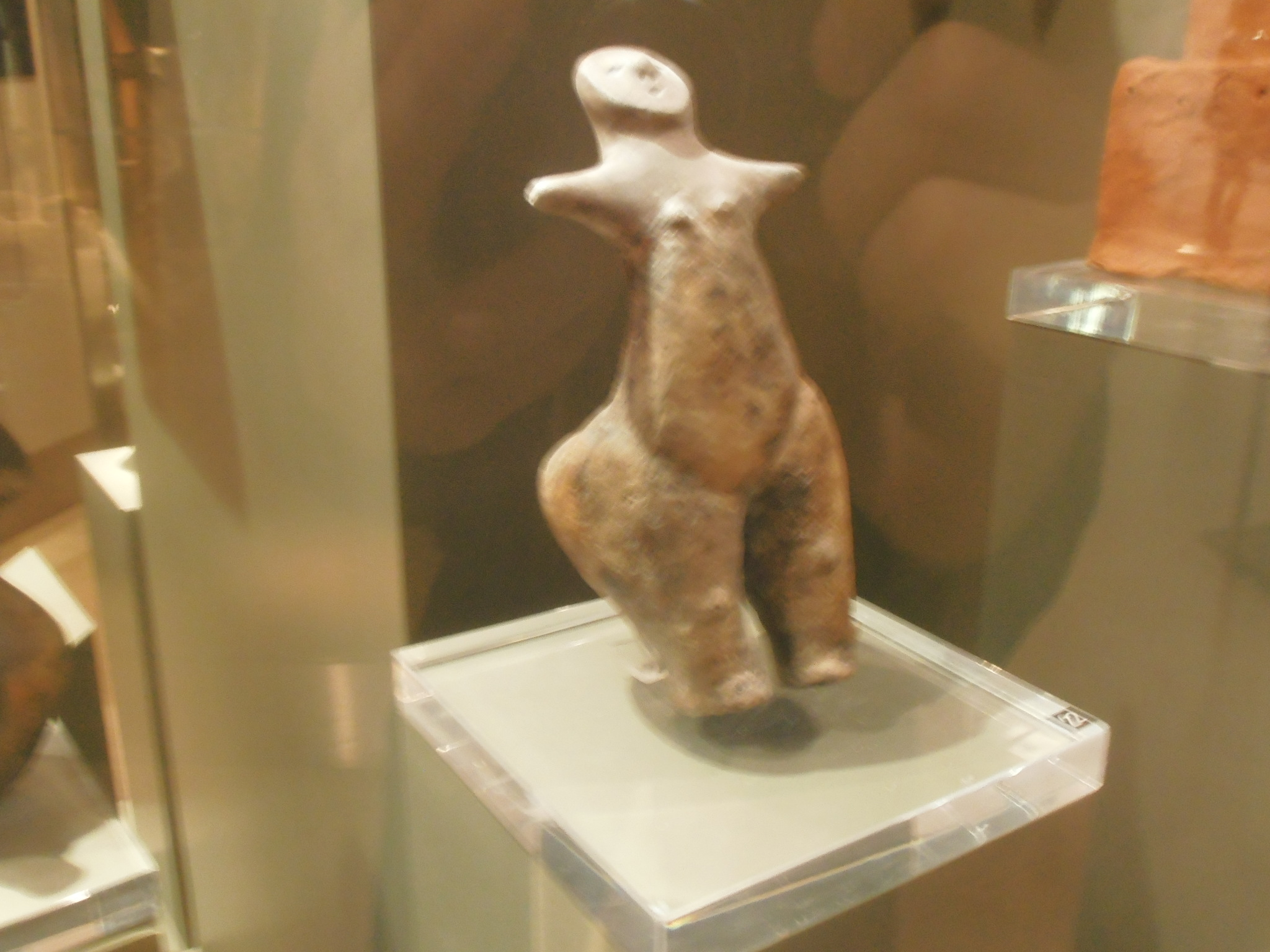
Неолітична Венера — статуетка європейської культури Кереш зі стеатопігією